# 하늘도 날 수 있을 거야
《소라모 토베루하즈》(空も飛べるはず 하늘도 날 수 있을 거야[*])는 일본의 록 밴드 스피츠의 노래이자 8번째 싱글이다. 1994년 4월 25일 폴리도르 레코드를 통해 발매되었다.

## 제작
드라마 주제가(뒤에 나오는 《하쿠센 나가시》와 별개의 드라마) 의뢰를 받은 쿠사노 마사무네가 시나리오를 읽고 2~3일 동안 작곡한 노래이다. 최종적으로 주제가로 선택되지는 않았으며, 싱글로 발매되었다.
녹음 당시에는 전년도에 발매한 음반 《Crispy!》를 담당하였던 사사지 마사노리와 일정이 맞지 않아 대신 히지카타 타카유키가 프로듀서를 담당했다. 또 같은 시기에 다음 싱글인 〈아오이 구루마〉도 녹음하였다. 다섯 번째 음반 《소라노 토비카타》 녹음부터는 사사지가 복귀하여 사사지의 감수 하에 보컬 부분을 다시 녹음하여 리믹스한 앨범 버전이 제작되었다.

## 차트 성적
1994년 발매 당시에는 오리콘 최고 순위가 28위였으나 1996년 1월부터 후지 TV의 텔레비전 드라마 《하쿠센 나가시》의 주제가로 사용되며 다시 싱글 생산을 시작하였다. 그 영향으로 차트 순위가 급상승하여 스피츠의 싱글 가운데 처음으로 오리콘 1위를 차지하였고 밀리언 셀러를 달성하였다. 또 오리콘 사상 밀리언을 달성하기까지의 기간이 가장 긴 싱글 역대 3위를 기록하였다 (1위는 야마시타 타츠로 〈크리스마스 이브〉, 2위는 나카지마 미유키 〈지조노호시/헤드라이트 테일라이트〉).

## 수록곡
1. 〈소라모 투베루하즈〉 (空も飛べるはず, 작사·작곡 - 쿠사노 마사무네, 편곡 - 히지카타 타카유키, 스피츠)
2. 〈베이비 페이스〉 (ベビーフェイス, 작사·작곡 - 쿠사노 마사무네, 편곡 - 히지카타 타카유키, 스피츠)